# Челутай (сельское поселение)
Се́льское поселе́ние «Челутай» (бур. Шулуутын hомон) — муниципальное образование в Агинском районе Забайкальского края Российской Федерации.
Административный центр — село Челутай.

## История
В 1952 образован Челутайский сельский совет в составе Агинского района.
Статус и границы сельского поселения установлены Законом Читинской области от 19 мая 2004 года «Об установлении границ, наименований вновь образованных муниципальных образований и наделении их статусом сельского, городского поселения в Читинской области».
Законом Забайкальского края от 25 декабря 2013 года № 922-ЗЗК «О преобразовании и создании некоторых населенных пунктов Забайкальского края» преобразованы следующие населенные пункты:

## Население
| 2010 | 2011 | 2012 | 2013 | 2014 | 2015 | 2016 |
| ---- | ---- | ---- | ---- | ---- | ---- | ---- |
| 841  | ↘838 | ↘831 | ↘806 | ↘803 | ↘776 | ↘758 |
| 2017 | 2018 | 2019 | 2020 | 2021 |      |      |
| ↘741 | ↘716 | ↗723 | ↘714 | ↘693 |      |      |

## Состав сельского поселения
| № | Населённый пункт | Тип населённого пункта       | Население |
| - | ---------------- | ---------------------------- | --------- |
| 1 | Заречный Челутай | село                         |           |
| 2 | Челутай          | село, административный центр | ↘705      |

## Известные люди
Базар Базаргуруев — бурятский борец вольного стиля, выступавший за сборную Кыргызстана. Бронзовый призёр Олимпийских игр в Пекине — 2008 года, бронзовый призёр Чемпионата мира — 2007 года, чемпион Азии — 2007. Заслуженный мастер спорта России.
Базар Жалсапов — Чемпион первенства Европы по вольной борьбе. Серебряный призёр Чемпионата России.